# Ngaru Kanoru
Ngaru Kanoru is een bestuurslaag in het regentschap Oost-Soemba van de provincie Oost-Nusa Tenggara, Indonesië. Ngaru Kanoru telt 690 inwoners (volkstelling 2010).